# Freddys große Erfolge
Freddys große Erfolge ist das fünfte Kompilationsalbum des österreichischen Schlagersängers Freddy Quinn, das 1963 im Musiklabel Polydor (Nummer 373544) in Frankreich erschien. Das Album war eine Sonderausgabe für die Mitglieder des Bertelsmann-Schallplattenrings.

## Schallplattenhülle
Auf der Schallplattenhülle ist Freddy Quinn zu sehen, während er ein Steuerruder bedient. Einige Stücke auf dem Album sind mit ihrem Liedtitel auf der Hülle erwähnt.